# Леопард 2
Леопард 2 је основни борбени тенк, развијен у Западној Немачкој. Овај модел је наследник Леопарда 1. Први примерци су произведени 1979. и тада су ушли у употребу војске Западне Немачке. У употреби се показао као веома захвалан тенк, што је резултовало тиме да га већи број армија широм света има у свом инвентару.

## Развој
Развој наследника Леопарда 1 је започела почетком седамдесетих година двадесетог века. У том периоду је постојала могућност отвореног сукоба између чланица НАТО савеза и чланица Варшавског пакта, па је Немачкој војсци био неопходан нови главни борбени тенк. Први прототипови су направљени 1972. а 1977. је наручено 1800 нових тенкова за Немачку војску. Првих тридесет тенкова је испоручено 1979. када је и нови тенк уведен у наоружање.

## Карактеристике
Систем управљања ватром, наоружање, муниција и трансмисија су израђени на бази која је коришћена код Абрамс тенка, највише из разлога лакшег одржавања. Труп и купола су израђени варењем, док је композитни оклоп урађен на основи која је развијана за британске тенкове. Оклоп пружа добру заштиту од противоклопне муниције и ракета. Возило је такође опремљено опремом за заштиту од нуклеарног, биолошког и хемијског оружја.
Основно оружје Леопарда 2 је неизолучени топ калибра 120 милиметара, са борбеним комплетом топа од четрдесет две гранате. Петнаест се налази у куполи, а остале у трупу тенка. Ефективан домет овог оружја је два километра, при чему може да пробије оклоп дебљине до четири стотине и педесет милиметара. Као секундарно оружје се користе два митраљеза калибра 7,62 милиметра, при чему је један спрегнут са топом, а други уграђен на кров тенка.
Посаду тенка чине четири члана, и то: командир, нишанџија, пунилац и возач. Занимљиво је да се излаз у случају оштећења тенка налази у поду иза возача.

## Верзије
- Леопард 2А1 - ова верзија има унапређен оклоп у односу на првобитну верзију.
- Леопард 2А2 - уграђени су напреднији нишански системи.
- Леопард 2А3 - унапређен је комуникациони систем, као и кочнице.
- Леопард 2А4 - уграђен је нови дигитални систем контроле ватре, и нова купола са додатним оклопом. Ова верзија је најраспрострањенија и сви тенкови који припадају старијим верзијама су унапређени у ову. Производња је трајала између 1985. и 1992. године.[3]
- Леопард 2А5 - у овој верзији су урађене модификације куполе и трупа тенка. Највећа модификација на овој верзији је нови отвор за возача, који је отвара електронски. Промене на оклопу су повећале тежину на 59.900 килограма, што није утицало на брзину тенка, јер је возило било пројектовано тако да може издржати такве модификације.
- Леопард 2А6 - ова верзија користи дужи Л55 топ и има унапређену заштиту од мина, као и унапређен систем за климатизацију. Ту спада и шпански Леопард 2Е.[4]
- Леопард 2А7+ - Ова верзија има додатне могућности које су усмерене на борбе у урбаном окружењу. У то спада већа покретљивост и бољи системи за осматрање. Такође је омогућено дуже остајање тенка у борби кроз унапређене системе климатизације и додатног генератора. Тиме се омогућава целодневна борбена употреба тенка.[5]

## Корисници
- Аустрија - 114 (Леопард 2А4)
- Данска - 57 2А5 + 6 2А4
- Грчка - 353 (183 2А4 + 170 2А6)
- Норвешка - 52 (Леопард 2А4)
- Канада - 100 (Леопард 2А4)
- Немачка - 408 (225 Леопард 2А6)
- Пољска - 128 (Леопард 2А4)
- Португал - 37 (Леопард 2А6)
- Сингапур - 96 (Леопард 2А4)
- Шпанија - 327 (108 2А4 + 219 2А6)
- Турска - 354 (Леопард 2А4)
- Финска - 139 (Леопард 2А4)
- Чиле - 132 (2А4 ЦХЛ) + 8 (користе се за резервне делове)
- Швајцарска - 380 (Леопард 2А4)
- Шведска - 120 (Леопард 2А5 (Шведска верзија Стрв 122)
- Мађарска - (наручила 44 Леопард 2А7 2018)